# دو سال در دریا
 دو سال در دریا ( به انگلیسی two years at sea  ) ( سال 2011 )  ساختۀ بن ریورز کارگردان انگلیسی تبار است که در سال ۲۰۱۱ برای اولین بار در جشنواره فیلم ونیز اکران شد. و جایزه منتقدان بین‌المللی فیپرشی را دریافت کرد.

## داستان
داستان مستندگونه روایت شده است. فیلم در مورد یک پیر مرد است که در یک مکان خرابه مانند زندگی می‌کند. این فیلم بیشتر رویکرد زندگی انسان حال حاضر بر روی کرۀ زمین است ، انسانی که تمام زندگی خود را از طبیعت گرفته است و در نهایت در تنگنای زنگی تمام آن را می‌سوزاند .